# Vodomari dupljaši
Vodomari dupljaši (lat. Halcyonidae) su najbrojniji od tri porodice vodomara u podredu Alcedines, s između 56 i 61 vrstom u oko 12 rodova, uključujući i nekoliko vrsta kukabura. Izgleda da je ova porodica nastala u Indokini i Jugoistočnoj Aziji, a onda se proširila u mnoge druge dijelove sijeta. Vodomari dupljaši nastanjuju Aziju i Australaziju, ali se također pojavljuju i u Africi i na otocima u Tihom i Indijskom oceanu. Žive u raznim staništima, od tropskih kišnih šuma do otvorenih šuma.
Vodomari dupljaši su kratkorepe ptice s velikom glavom i kompaktne građe koje imaju dug i zašiljen kljun. Kao i druge modrivrane, vrlo su šareni. Većina ih je monogamna i teritorijalna i gnijezdi se u rupama u drveću ili termitnjacima. Oba roditelja inkubiraju jaja i hrane ptiće. Iako neki vodomari dupljaši nastanjuju močvare, ni jedna vrsta nije specijalizovana za ishranu ribom. Većina ih se baca na plijen s nekog mjesta. Uglavnom love spore beskralježnjake ili malene kralježnjake.

## Opis
Ovi vodomari imaju kratak rep, veliku glavu i duge i šiljaste kljunove. Kompaktne su građe. Šareni su, kao i ostale modrivrane. Vodomari dupljaši su maleni do srednje veliki, sličnog izgleda, iako Clytoceyx rex ima ogroman koničan kljun, a vodomari roda Tanysiptera imaju duga repna pera. Neke vrste, posebno kukabure, pokazuju spolni dimorfizam.

## Rasprostranjenost i stanište
Većina vodomara dupljaša se može naći u toplim predjelima Afrike, južne i jugoistočne Azije i Australazije. Nijedan pripadnik ove porodice ne živi u Amerikama. Smatra se da potiču iz tropske Australazije, gdje još uvijek živi najviše njih.
Vodomari dupljaši nastanjuju razna staništa od tropskih kišnih šuma do otvorenih šuma i šikare. Mnogi nisu usko vezani za vodu i mogu se naći u suhim područjima Australije i Afrike.

## Ponašanje

### Razmnožavanje
Vodomari dupljaši su monogamni i teritorijalni, iako nekoliko vrsta, uključujući i tri kukabure, imaju sistem gniježđenja u grupi koja sadrži i prošlogodišnje mladunce. Gnijezdo je rupa u drvetu, bilo prirodna rupa, stara rupa djetlića ili iskopana u mekanom ili trulom drvetu od strane vodomara. Nekoliko vrsta kopa rupe u termitnjacima. Ne dodaju nikakav materijal za gniježđenje, ali se preko godina može nakupiti otpadaka u gnijezdu. Oba roditelja inkubiraju jaja i hrane ptiće. Ženka nese jaja u intervalima od jednog dana, pa će se tako, u slučaju nestašice hrane, oni najstariji i najjači ptići nahraniti. Ptići su goluždravi, slijepi i bespomoćni kada se izlegu i stoje na petama, za razliku od bilo koje odrasle ptice.

### Ishrana
Iako neki vodomari nastanjuju i močvare, nijedna vrsta nije specijalizovana za ribolov. Većina ih stoji i prati ima li plijena, a onda se baci na njega. Jedu uglavnom spore beskralježnjake i malene kralježnjake. Clytoceyx rex pretražuje opalo lišće u potrazi za crvima i drugim plijenom, a Todiramphus farquhari se hrani isključivo kukcima i paucima. Nekoliko vrsta iz zapadnog Pacifika su uglavnom kukcojedi i love u letu. Kao i kod drugih vodomara, vrste koje jedu kukce imaju ravan i crven kljun koji im pomaže u lovu.

## Taksonomija
Porodica vodomara dupljaša je jedna od devet u redu modrivrana, gdje također spadaju pilari, pčelarice, todiji, zlatovrane, dolinske modrivrane, madagaskarska zlatovrana i još dvije porodice vodomara. Izgleda da zlatovrane nisu u najbližem srodstvu s ostalim grupama, pa su modrvrane vjerojatno polifiletična grupa. U prošlosti su se svi vodomari svrstavali u porodicu Alcedinidae, ali je postalo jasno da su se tri potporodice rano razdvojile, pa se vodomari dupljaši i vodeni vodomari sada smatraju porodicama, a vrste iz porodice Alcedinidae se smatraju precima ovih dviju grupa.
Postoji između 56 i 61 vrste u oko 12 rodova:
- Rod Lacedo
  - Lacedo pulchella
- Rod Dacelo
  - Dacelo novaeguineae
  - Dacelo leachii
  - Dacelo tyro
  - Dacelo gaudichaud
- Rod Clytoceyx
  - Clytoceyx rex
- Rod Cittura
  - Cittura cyanotis
- Rod Pelargopsis
  - Pelargopsis amauropterus
  - Pelargopsis capensis
  - Pelargopsis melanorhyncha
- Rod Halcyon
  - Halcyon coromanda
  - Halcyon badia
  - Halcyon smyrnensis
  - Halcyon leucocephala
  - Halcyon pileata
  - Halcyon cyanoventris
  - Halcyon senegalensis
  - Halcyon senegaloides
  - Halcyon malimbica
  - Halcyon albiventris
  - Halcyon chelicuti
- Rod Todirhamphus
  - Todirhamphus nigrocyaneus
  - Todirhamphus winchelli
  - Todirhamphus diops
  - Todirhamphus lazuli
  - Todirhamphus macleayii
  - Todirhamphus albonotatus
  - Todirhamphus leucopygius
  - Todirhamphus farquhari
  - Todirhamphus pyrrhopygia
  - Todirhamphus recurvirostris
  - Todirhamphus cinnamominus
  - Todirhamphus chloris
  - Todirhamphus funebris
  - Todirhamphus enigma
  - Todirhamphus saurophaga
  - Todirhamphus australasia
  - Todirhamphus sanctus
  - Todirhamphus veneratus
  - Todirhamphus ruficollaris
  - Todirhamphus tuta
  - Todirhamphus godeffroyi
  - Todirhamphus gambieri
- Rod Caridonax
  - Caridonax fulgidus
- Rod Melidora
  - Melidora macrorrhina
- Rod Actenoides
  - Actenoides bougainvillei
  - Actenoides concretus
  - Actenoides lindsayi
  - Actenoides hombroni
  - Actenoides monachus
  - Actenoides princeps
- Rod Syma
  - Syma torotoro
  - Syma megarhyncha
- Rod Tanysiptera
  - Tanysiptera hydrocharis
  - Tanysiptera galatea
  - Tanysiptera ellioti
  - Tanysiptera riedelii
  - Tanysiptera carolinae
  - Tanysiptera nympha
  - Tanysiptera danae
  - Tanysiptera sylvia

## Vanjske poveznice
|  | Zajednički poslužitelj ima još gradiva o temi Halcyoninae |
|  | Wikivrste imaju podatke o taksonu Halcyoninae             |